# Thessalia thekla
Thessalia thekla är en fjärilsart som beskrevs av Edwards 1871. Thessalia thekla ingår i släktet Thessalia och familjen praktfjärilar. Inga underarter finns listade i Catalogue of Life.